# 伊斯拉拉通
5°7′52″N 67°48′38″W / 5.13111°N 67.81056°W
伊斯拉拉通（西班牙語：Isla Ratón），是委內瑞拉的城鎮，位於該國南部亞馬遜州，是奧塔納市的首府，處於奧里諾科河左岸，始建於1943年，面積40平方公里，2011年人口8,349。